# شاومينج (فلم)
شاومينج فيلم كوميدي مصري من إنتاج عام 2021. الفيلم من إخراج شادي أبو شادي، وتأليف أشرف حسني، وإنتاج وليد تمام، ومن بطولة بيومي فؤاد، وصلاح عبد الله، وأحمد سلطان، وتوني ماهر، وحامد الشراب, ياسر مجاهد

## ملخص القصة
- يتناول العمل قصة مجموعة من الشباب خلال مرحلة الثانوية العامة، حيث يظهر الغش الإلكتروني بشكل كبير على مواقع التواصل الاجتماعي، أو ما يعرف باسم (شاومينج بيغشش ثانوية عامة).[4]

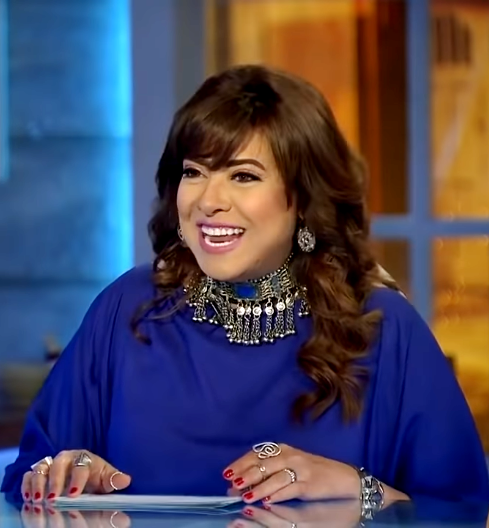
نشوى مصطفى (2020)

## طاقم التمثيل
| | | |
| ياسر مجاهد : ابن الاستاذ مختار( ابراهيم ) - بيومي فؤاد":مرجان البلطي - صلاح عبد الله: أ. مختار - حامد الشراب:شادي - أحمد سلطان: وائل - توني ماهر:منجاوي - سامي مغاوري:ياقوت مساعد الوزير | - نشوى مصطفى:ام عزيز - محمود فارس: فرج مساعد مرجان - محمد حسني:المقدم سليم - سارة درزاوي: زهرة - سعاد القاضي: علا - يوسف حسام:الطفل فيرس | - يوسف وليد:زياد مرجان - أحمد حلاوة:معلم الفرح - ياسر الطوبجي:مدرس - طاهر أبو ليلة:المترجم - أحمد السلكاوي - نشأت الديهي: إعلامي |

أشترك في التمثيل: سعيد صديق:وزير التربية والتعليم- هدى الشريف - كريم عبد القوي - مجدي توفيق - باتع خليل - عبد النبي أيتو - صابر امبابي - عادل أبو ماضي - معتز عفيفي - مريم سعيد صالح:أم زهرة - عبد الرحمن عامر - ياسر السيد محمد - محمد جمعة - عادل شعبان - سويف حسين الهادي - طاهر محمد كمال - طاهر أبو العزم - يوسف محمود - عمر وليد شبل - عبد القادر إبراهيم - علي حسام - يوسف خليفة - ياسر مجاهد - زياد وليد - مصطفى حسين - يوسف حسين الهادي - زينب طه- محمد شعبان - سعيد الحزار - علي العمروسي - محمود عزب أبو شادي - محمد عماد الريس - علي أحمد علي - أحمد ناصر - حسين ناصر - جاسر وليد تمام - أشرف بوزيشين - أحمد أبو الخير

## الإنتاج
- كتب أشرف حسني قصة الفيلم، وكان الفيلم من إخراج شادي أبو شادي، المنتج وليد تمام.

## وصلات خارجية
- مقالات تستعمل روابط فنية بلا صلة مع ويكي بيانات